# Schloss Flers (Flers)

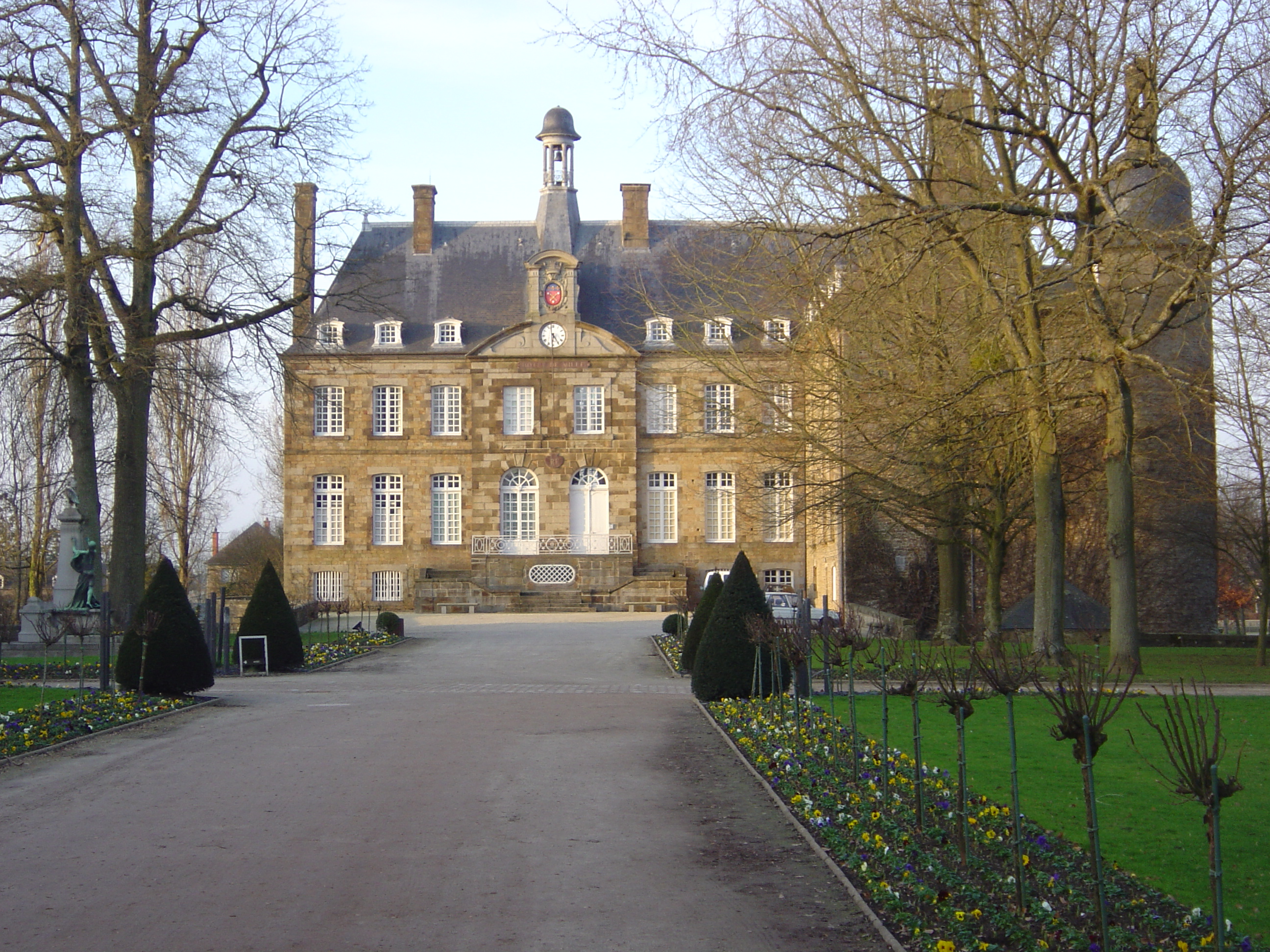
Château de Flers, Südansicht mit Eingangsportal

Das Schloss Flers (französisch Château de Flers) ist ein Schloss in der französischen Gemeinde Flers im Département Orne. In mehreren Generationen bewohnten die Grafen von Flers das Gebäude, dessen älteste Teile aus dem 16. Jahrhundert stammen. Nach der Französischen Revolution gelangte es zunächst in Privatbesitz, bevor es 1901 die Stadt Flers erwarb, die im Schloss ein Museum für Kunst und Regionalgeschichte untergebracht hat.

## Geschichte

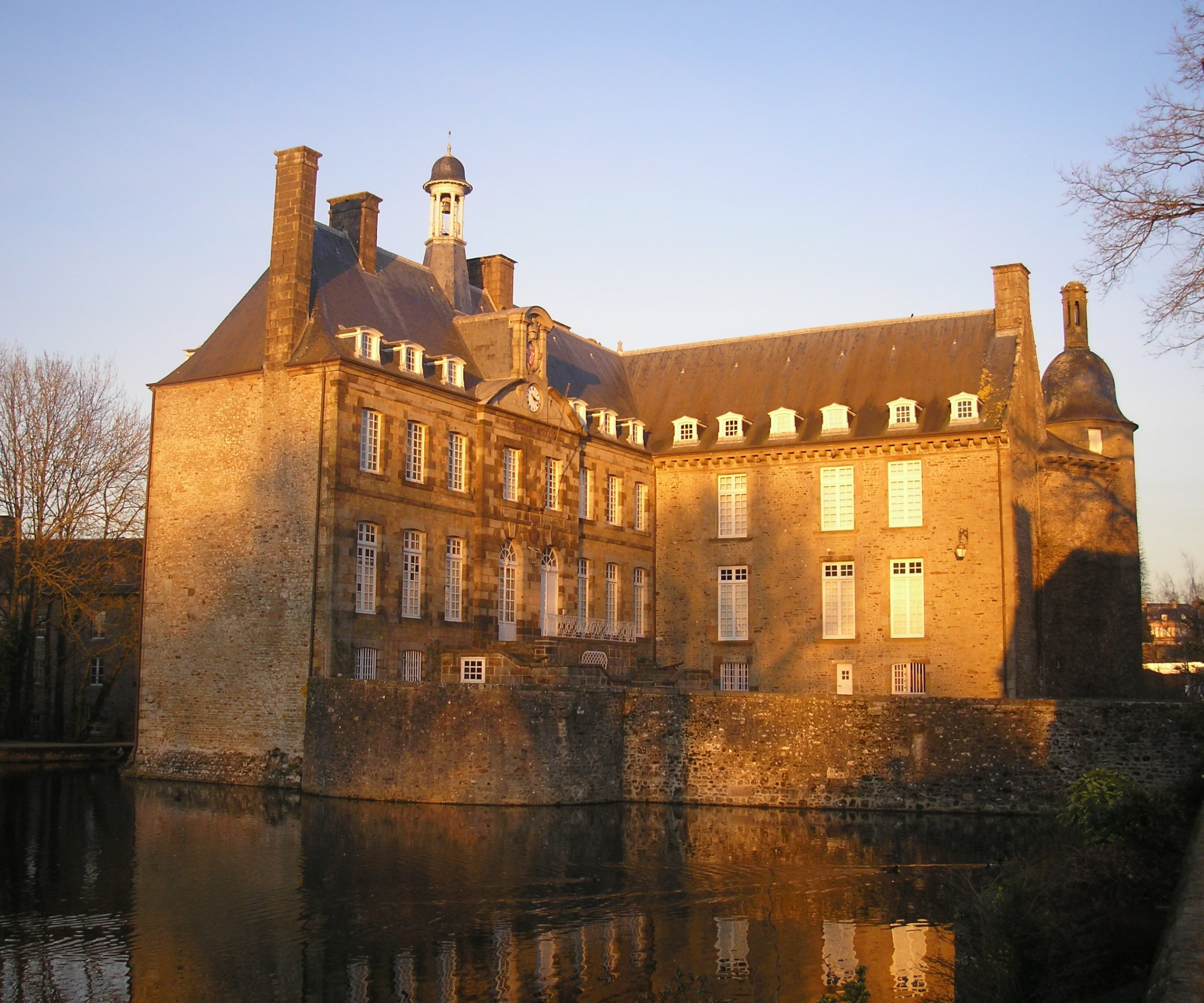
Château de Flers, Westansicht mit Schlossteich

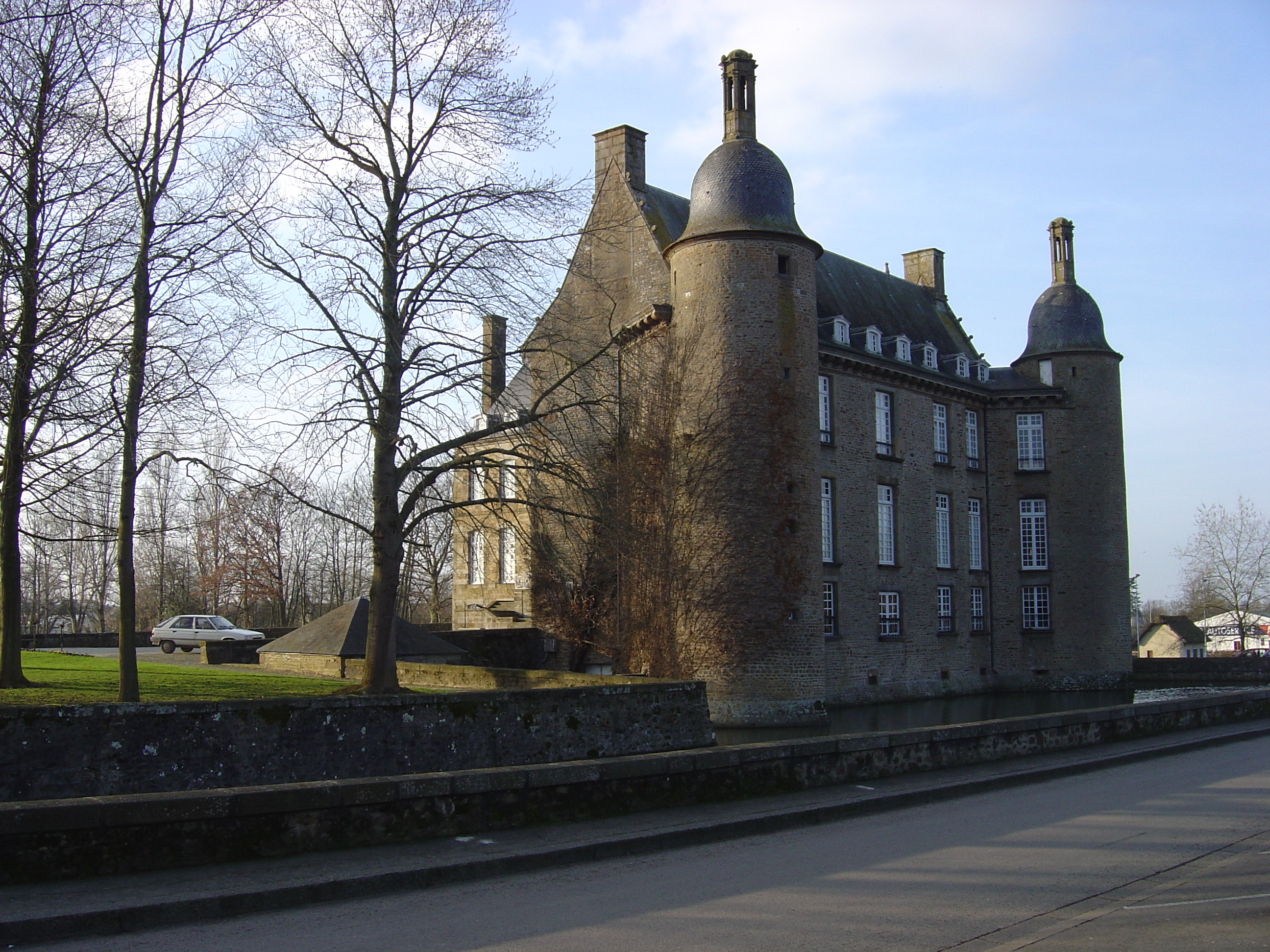
Château de Flers, Ansicht von Südost mit Schlossgraben im Vordergrund

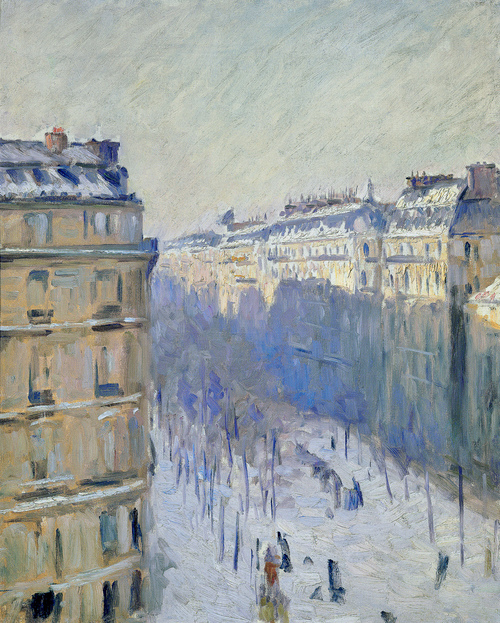
Gustave Caillebotte: Boulevard Haussmann bei Schnee, 1879–1881

Das Schloss liegt am Ortsrand von Flers in einem sieben Hektar großen Park, der teilweise als Vogelschutzgebiet ausgewiesen ist. Das Gebäude ist an drei Seiten von Wasser umgeben. In Norden und Osten grenzt ein Schlossgraben an das Gebäude, westlich liegt der Schlossteich. An der Stelle des heutigen Schlosses stand zuvor eine Burg, die im 12. Jahrhundert von der Familie Aunou errichtet wurde. Im 13. und 14. Jahrhundert lebten hier die Grafen von Harcourt.
Nicolas de Grosparmy, Baron de Flers, ließ an der Stelle der alten Burg von 1527 bis 1541 den heutigen Ostflügel des Schlosses errichten. Markant sind die beiden an der Schlossgrabenseite gelegenen runden Ecktürme, die mit Glockenhauben versehen sind. Durch Erbschaft gelangte das Schloss in den Besitz der Familien de Pellevé und de La Motte-Ango. Diese ließen an den bestehenden Schlossteil nach Westen im rechten Winkel den Nordflügel anfügen und bauten das Schloss im 17. und 18. Jahrhundert mehrfach um. Unter Ange Hyacinthe de La Motte Ango erhielt der Nordflügel 1764 seine Fassade im klassizistischen Stil.
François Paul de La Motte Ango unterstützte während der Französischen Revolution die Chouans aus der Normandie, eine Gruppe königstreuer Katholiken. Deren Anführer, Louis de Frotté, nutzte das Schloss Flers zeitweilig als sein Hauptquartier. 1800 wurde das Gebäude von republikanischen Truppen niedergebrannt. 1806 erwarb es der deutsche Graf Sigismund Ehrenreich Johann von Redern. 1820 erwarb Antoine Schnetz, der Vater des Malers Jean-Victor Schnetz, das Schloss und bewohnte mit seiner Familie fortan das Anwesen. Seit 1901 ist das Schloss im Besitz der Stadt Flers, die im Gebäude das bereits 1874 gegründete städtische Museum untergebracht hat. Das Schloss ist seit 1907 als Monument historique denkmalgeschützt.

## Musée du Château
Das Musée du Château de Flers beherbergt das städtische Museum für Kunst und Regionalgeschichte. In der Ausstellung gibt es thematische Schwerpunkte zur normannischen Küche und zum Weberhandwerk, das in Flers auf eine lange Tradition zurückblicken kann. Zudem gibt es einige Räume mit historischer Inneneinrichtung und Exponaten des Kunsthandwerks.
Die städtische Kunstsammlung hat ihren Schwerpunkt bei französischer Malerei des 19. Jahrhunderts. Zu den wenigen älteren Stücken gehören Werke italienischer Künstler wie eine Jungfrau mit Kind von Cesare da Sesto, Der Mathematiker von Pietro Francesco Guala oder eine Venedigansicht von Giovanni Migliari. Hinzu kommt ein Männerporträt des Flamen Anthonis van Dyck sowie eine Hafenansicht des Niederländers Arent Arentsz.
Einen größeren Werkblock besitzt das Museum von Jean-Victor Schnetz. Der Maler des Klassizismus ist unter anderem mit einem Porträt von Napoleon Bonaparte und einem Bildnis seines Vaters Antoine Schnetz, dem vormaligen Eigentümer des Schlosses, in der Sammlung zu sehen. Neben weiteren Gemälden verfügt das Museum zudem über einen Bestand von Zeichnungen des Künstlers. Mit dem Gemälde L’Enfant malade von François-Joseph Navez ist ein weiterer Künstler des Klassizismus im Museum vertreten. Hinzu kommen Werke von Künstlern der Schule von Barbizon, wie Jean-Baptiste Camille Corot, Charles-François Daubigny, Gustave Courbet und Narcisso Virgilio Díaz de la Peña. Bereits zum Impressionismus zählen Arbeiten von Eugène Boudin und Stanislas Lépine sowie das Gemälde Le Boulevard Haussmann sous la neige von Gustave Caillebotte.
Weitere Bilder der Sammlung sind Portrait du vicomte Amédée de Flers von Othon Friesz, Portrait de Femme von
Jacques-Fernand Humbert, La Vieille Modiste von Charles Lucien Léandre, Jeune Florentine von Charles-Zacharie Landelle, Comte Hector de La Ferrière-Percy von Edmond Legrain und Vieux Musicien von George Decote. Zudem zeigt das Museum Vaches et Vacher von Aymar-Alexandre Pezant, La Picotée von Alexandre Le Carpentier, Chevaux de halage von Eugène Lepoittevin, Nature morte au Lièvre von René-Louis Chrétien sowie die beiden Werke Estuaire à marée basse und Place du vieux port de Marseille von Paul Place-Canton. Ergänzt wird die Sammlung durch die Bilder La Collation des Muses von Charles Landelle, Femme nue debout von Arsène-Frédéric Lebrun und Paysage d’hiver von Georges Le Febvre.
Zu den wenigen Skulpturen im Museum gehören die Bronzearbeit Chasse au lapin von Pierre-Jules Mêne und die Marmorskulptur Buste de J.-Victor Schnetz von Jean-Joseph Perraud. Hinzu kommen Keramiken von Jean Cocteau und Grafiken des in Flers geborenen Prix-de-Rome-Preisträgers Jean Chaudeurge.